# Higganum
Higganum – jednostka osadnicza w Stanach Zjednoczonych, w stanie Connecticut, w hrabstwie Middlesex.